# رقم نوسلت
في علم انتقال الحرارة، عند دراسة الانتقال الحراري عبر سطح محاط بسائل ما، يطلق رقم نوسلت على النسبة بين كمية الحرارة المنتقلة عبر هذا السطح بالحمل وكمية الحرارة المنتقلة بالتوصيل. في سياق هذا التعريف يقصد بالحمل كلا من الحمل بالنقل و بالانتشار. رقم نوسلت هو رقم غير بعدي سمي على اسم المهندس الألماني فيلهيلم نوسلت. يتم قياس كمية الحرارة المنتقلة بالتوصيل تحت نفس شروط قياس كمية الحرارة المنتقلة بالحمل ولكن مع افتراض سائل راكد.